# 10452 Зуєв
10452 Зуєв (10452 Zuev) — астероїд головного поясу, відкритий 25 вересня 1976 року.
Тіссеранів параметр щодо Юпітера — 3,584.